# مرشد الدوسري
مرشد الدوسري (مواليد 24 أكتوبر 1994) هو لاعب كرة قدم سعودي.
لعب سابقاً في نادي الرياض و النادي العربي .